# Castelrotto
Castelrotto (en allemand : Kastelruth ; en ladin : Ciastel) est une commune italienne d'environ 6 900 habitants située dans la province autonome de Bolzano dans la région du Trentin-Haut-Adige dans le nord-est de l'Italie.

## Toponymie
Le nom italien de la commune vient du latin Castrum Ruptum « château détruit » (ruiné). Le nom allemand est d'origine Wälser et signifie, avec le suffixe « Ruth », emplacement d'une forteresse dominant un défilé.

## Répartition des langues
Selon le recensement de 2011, la plupart des habitants (81 %) parlent l'allemand comme langue maternelle, 4 % parlent l'italien nativement et 15 % le ladin.

## Géographie

### Situation générale
Castelrotto se trouve dans les Dolomites, à une trentaine de kilomètres au nord-est de Bolzano, à 15 km au-dessus de la vallée de l'Isarco, où se trouve l'autoroute vers le col du Brenner, sur la route de montagne qui relie Prato all'Isarco à Ortisei sur la rive gauche du fleuve dans le val Gardena. Au sud, se trouve le massif du Sciliar qui atteint 2563 m, et au sud-est les Alpe di Siusi/Seiser Alm qui atteignent 1826 m.

### Hameauxoufrazioni
La commune de Castelrotto comporte dix « hameaux » ou frazioni :
- trois de ces fractions sont ladinophones : Bulla (Bula, Pufels), Roncadizza (Roncadic, Runggaditsch), Oltretorrente (Sureghes, Überwasser) ;
- les autres sont : Siusi/Seis, Alpe di Siusi/Seiseralm, San Michele/St Michael, Sant'Osvaldo/St Oswald, San Valentino/St Valentin, San Vigilio, Tagusa, Tisana.

### Communes limitrophes
Les communes limitrophes sont  Barbiano, Bedigliora, Campitello di Fassa, Fiè allo Sciliar, Laion, Ortisei, Ponte Gardena, Renon, Santa Cristina Valgardena et Tires.

## Administration
| Période                                  | Période  | Identité             | Étiquette | Qualité |
| ---------------------------------------- | -------- | -------------------- | --------- | ------- |
| 2010                                     | En cours | Andreas Colli        | SVP       |         |
| 2005                                     | 2010     | Reichhalter Hartmann | SVP       |         |
| Les données manquantes sont à compléter. |          |                      |           |         |

La majorité de la population soutient donc le Südtiroler Volkspartei, parti démocrate-chrétien lié à la défense des droits des non italophones.

## Situation linguistique
Castelrotto est une commune trilingue à majorité germanophone ; les données 2002 indiquaient :
- germanophones : 82 % ;
- ladinophones : 15 % ;
- italophones : 3 %.

Les trois fractions ladinophones se trouvent au sud-ouest de la commune.

## Monuments et patrimoine
- Villa Felseck

## Fêtes, foires
Tous les ans en octobre a lieu la Spatzenfest regroupant autour du groupe de Volksmusik originaire de Castelrotto, die Kastelruther Spatzen, populaire dans les pays germanophones, d'autre stars de la Volksmusik. Cette fête d'une durée de trois jours, qui se déroule sous un chapiteau géant, attire chaque année environ 50 000 spectateurs.

## Personnalités liées à la commune
- Dominique Molknecht (1793-1876), sculpteur qui a beaucoup travaillé en France, est né à Castelrotto, dans la fraction d'Oltretorrente.
- Alexander Rier (1985-), chanteur italien, est né à Castelrotto.